# Llista de topònims de Vallfogona de Riucorb
Llista de topònims (noms propis de lloc) del municipi de Vallfogona de Riucorb, a la Conca de Barberà
Informació actualitzada per un bot. Els canvis manuals es perdran quan s'actualitzi!

## cabana
| imatge | Nom                        | Ubicat a              | instància de | Detalls | coordenades                                                         | Protecció | Commons (més fotos) | Dades a WD                    |
| ------ | -------------------------- | --------------------- | ------------ | ------- | ------------------------------------------------------------------- | --------- | ------------------- | ----------------------------- |
|        | cabana del Gasull          | Vallfogona de Riucorb | cabana       |         | 41° 32′ 55″ N, 1° 14′ 55″ E / 41.5486917714218°N,1.24856319280981°E |           |                     | Modifica les dades a Wikidata |
|        | cabana del Maginet         | Vallfogona de Riucorb | cabana       |         | 41° 33′ 22″ N, 1° 14′ 41″ E / 41.5560893386738°N,1.24462222915839°E |           |                     | Modifica les dades a Wikidata |
|        | cabana del Montserrat      | Vallfogona de Riucorb | cabana       |         | 41° 32′ 50″ N, 1° 14′ 28″ E / 41.547209312842°N,1.2411834742031°E   |           |                     | Modifica les dades a Wikidata |
|        | corral de la Filomena      | Vallfogona de Riucorb | cabana       |         | 41° 33′ 31″ N, 1° 14′ 17″ E / 41.5585835796044°N,1.23810328173631°E |           |                     | Modifica les dades a Wikidata |
|        | corral del Felip           | Vallfogona de Riucorb | cabana       |         | 41° 32′ 47″ N, 1° 13′ 25″ E / 41.5464721011°N,1.22364946262311°E    |           |                     | Modifica les dades a Wikidata |
|        | corral del Muntanyès       | Vallfogona de Riucorb | cabana       |         | 41° 33′ 26″ N, 1° 13′ 51″ E / 41.5571586766589°N,1.23094724434617°E |           |                     | Modifica les dades a Wikidata |
|        | era del Gasull             | Vallfogona de Riucorb | cabana       |         | 41° 33′ 24″ N, 1° 14′ 21″ E / 41.5566001354739°N,1.23915243108553°E |           |                     | Modifica les dades a Wikidata |
|        | era del Mill               | Vallfogona de Riucorb | cabana       |         | 41° 32′ 40″ N, 1° 13′ 55″ E / 41.544474666796°N,1.23196449792559°E  |           |                     | Modifica les dades a Wikidata |
|        | pallissa de Cal Montserrat | Vallfogona de Riucorb | cabana       |         | 41° 33′ 52″ N, 1° 14′ 07″ E / 41.5644309596215°N,1.23529403123915°E |           |                     | Modifica les dades a Wikidata |
|        | pallissa del Gasset        | Vallfogona de Riucorb | cabana       |         | 41° 33′ 33″ N, 1° 12′ 59″ E / 41.5592108350022°N,1.2162854730121°E  |           |                     | Modifica les dades a Wikidata |

## casa
| imatge | Nom                       | Ubicat a              | instància de | Detalls                                              | coordenades                                                                              | Protecció                                  | Commons (més fotos)                            | Dades a WD                    |
| ------ | ------------------------- | --------------------- | ------------ | ---------------------------------------------------- | ---------------------------------------------------------------------------------------- | ------------------------------------------ | ---------------------------------------------- | ----------------------------- |
|        | Xalet Sant Jordi          | Vallfogona de Riucorb | casa         | Estil: noucentisme                                   | 41° 33′ 46″ N, 1° 15′ 22″ E / 41.56265°N,1.256°E ca:Balneari de Vallfogona               | bé cultural d'interès local                | Xalets Montserrat i Sant Jordi                 | Modifica les dades a Wikidata |
|        | cal Sastre                | Vallfogona de Riucorb | casa         | Estil: gòtic tardà 16th century                      | 41° 33′ 48″ N, 1° 14′ 11″ E / 41.563426°N,1.236276°E ca:C. del Forn, 3 566 msnm          | bé cultural d'interès local                | Cal Sastre (Vallfogona de Riucorb)             | Modifica les dades a Wikidata |
|        | cal Sastre Vell           | Vallfogona de Riucorb | casa         | Estil: gòtic tardà arquitectura popular 16th century | 41° 33′ 47″ N, 1° 14′ 13″ E / 41.562966°N,1.237067°E ca:C. del Portal, 5 567 msnm        | bé cultural d'interès local                | Cal Sastre Vell                                | Modifica les dades a Wikidata |
|        | cal Tiana                 | Vallfogona de Riucorb | casa         | Estil: arquitectura del Renaixement                  | 41° 33′ 49″ N, 1° 14′ 11″ E / 41.563743°N,1.236388°E ca:Pl. Major, 6 566 msnm            | bé cultural d'interès local                | Cal Tiana                                      | Modifica les dades a Wikidata |
|        | casa del Canonge Corbella | Vallfogona de Riucorb | casa         | Estil: historicisme arquitectònic 19th century       | 41° 33′ 46″ N, 1° 14′ 11″ E / 41.562908°N,1.236524°E ca:Pl. Canonge Corbella, 4 568 msnm | bé integrant del patrimoni cultural català | Casa del Canonge Corbella                      | Modifica les dades a Wikidata |
|        | torre de Santa Bàrbara    | Vallfogona de Riucorb | casa         | Estil: historicisme arquitectònic 19th century       | 41° 33′ 47″ N, 1° 15′ 42″ E / 41.563057°N,1.261665°E ca:Ctra. de Vallfogona 592 msnm     | bé integrant del patrimoni cultural català | Torre de Santa Bàrbara (Vallfogona de Riucorb) | Modifica les dades a Wikidata |

## església
| imatge | Nom                                  | Ubicat a              | instància de     | Detalls                                                       | coordenades                                                                 | Protecció                   | Commons (més fotos)                  | Dades a WD                    |
| ------ | ------------------------------------ | --------------------- | ---------------- | ------------------------------------------------------------- | --------------------------------------------------------------------------- | --------------------------- | ------------------------------------ | ----------------------------- |
|        | Sant Pere d'Embigats                 | Vallfogona de Riucorb | església capella | Estat: enderrocat o destruït                                  | 41° 33′ 18″ N, 1° 15′ 08″ E / 41.5549626917543°N,1.2522549213102°E 737 msnm |                             |                                      | Modifica les dades a Wikidata |
|        | Santa Maria de Vallfogona de Riucorb | Vallfogona de Riucorb | església         | Estil: arquitectura gòtica arquitectura romànica 13rd century | 41° 33′ 47″ N, 1° 14′ 10″ E / 41.563°N,1.23621°E ca:Pl. Església 575 msnm   | bé cultural d'interès local | Santa Maria de Vallfogona de Riucorb | Modifica les dades a Wikidata |

## masia
| imatge | Nom                | Ubicat a              | instància de | Detalls | coordenades                                                         | Protecció | Commons (més fotos) | Dades a WD                    |
| ------ | ------------------ | --------------------- | ------------ | ------- | ------------------------------------------------------------------- | --------- | ------------------- | ----------------------------- |
|        | Caseta del Guitard | Vallfogona de Riucorb | masia        |         | 41° 32′ 36″ N, 1° 14′ 07″ E / 41.5432485190275°N,1.23540269203489°E |           |                     | Modifica les dades a Wikidata |
|        | la Serra del Martí | Vallfogona de Riucorb | masia        |         | 41° 32′ 44″ N, 1° 12′ 59″ E / 41.5455478935469°N,1.21631346660558°E |           |                     | Modifica les dades a Wikidata |

## molí d'aigua
| imatge | Nom                       | Ubicat a              | instància de | Detalls                                  | coordenades                                                                                                | Protecció                                  | Commons (més fotos)                       | Dades a WD                    |
| ------ | ------------------------- | --------------------- | ------------ | ---------------------------------------- | --- | ------------------------------------------ | ----------------------------------------- | ----------------------------- |
|        | Molí del Balneari         | Vallfogona de Riucorb | molí d'aigua | Estil: arquitectura popular              | 41° 33′ 49″ N, 1° 15′ 25″ E / 41.563634°N,1.257033°E                                                       | bé integrant del patrimoni cultural català |                                           | Modifica les dades a Wikidata |
|        | Molí del Ferrer           | Vallfogona de Riucorb | molí d'aigua | Estil: arquitectura popular              | 41° 33′ 50″ N, 1° 14′ 05″ E / 41.563973°N,1.234717°E ca:Davant del poble, a l'altre costat del riu         | bé integrant del patrimoni cultural català | Molí del Ferrer (Vallfogona de Riucorb)   | Modifica les dades a Wikidata |
|        | Molí del Perelló          | Vallfogona de Riucorb | molí d'aigua | Estil: arquitectura popular              | 41° 33′ 51″ N, 1° 14′ 18″ E / 41.564234°N,1.238278°E                                                       | bé integrant del patrimoni cultural català | Molí del Perelló                          | Modifica les dades a Wikidata |
|        | molí de la Cadena         | Vallfogona de Riucorb | molí d'aigua | Estil: arquitectura gòtica 14th century  | 41° 33′ 38″ N, 1° 13′ 11″ E / 41.560453°N,1.219686°E ca:En un descampat a l'esquerra del riu Corb 547 msnm | bé integrant del patrimoni cultural català | Molí de la Cadena (Vallfogona de Riucorb) | Modifica les dades a Wikidata |
|        | molí de la Cadena de Baix | Vallfogona de Riucorb | molí d'aigua | Estil: arquitectura popular 19th century | 41° 33′ 39″ N, 1° 13′ 11″ E / 41.56072°N,1.219617°E ca:A l'esquerra del riu Corb 545 msnm                  | bé integrant del patrimoni cultural català | Molí de la Cadena de Baix                 | Modifica les dades a Wikidata |

## muntanya
| imatge | Nom                  | Ubicat a              | instància de | Detalls | coordenades                                                         | Protecció | Commons (més fotos) | Dades a WD                    |
| ------ | -------------------- | --------------------- | ------------ | ------- | ------------------------------------------------------------------- | --------- | ------------------- | ----------------------------- |
|        | Pilar de les Forques | Vallfogona de Riucorb | muntanya     |         | 41° 34′ 00″ N, 1° 14′ 26″ E / 41.5667°N,1.24054°E 680.6 msnm        |           |                     | Modifica les dades a Wikidata |
|        | Puig dels Penjats    | Vallfogona de Riucorb | muntanya     |         | 41° 34′ 00″ N, 1° 13′ 26″ E / 41.5666°N,1.22385°E 676 msnm          |           |                     | Modifica les dades a Wikidata |
|        | Santpere             | Vallfogona de Riucorb | muntanya     |         | 41° 33′ 10″ N, 1° 14′ 52″ E / 41.55269111°N,1.24784167°E 753.3 msnm |           |                     | Modifica les dades a Wikidata |

## pont
| imatge | Nom               | Ubicat a              | instància de | Detalls                                          | coordenades                                                                    | Protecció                                  | Commons (més fotos) | Dades a WD                    |
| ------ | ----------------- | --------------------- | ------------ | ------------------------------------------------ | ------------------------------------------------------------------------------ | ------------------------------------------ | ------------------- | ----------------------------- |
|        | Pont de la Cadena | Vallfogona de Riucorb | pont         | Estil: arquitectura popular Travessa: riu Seniol | 41° 33′ 38″ N, 1° 13′ 03″ E / 41.560649°N,1.217578°E                           | bé integrant del patrimoni cultural català | Pont de la Cadena   | Modifica les dades a Wikidata |
|        | Pont del Balneari | Vallfogona de Riucorb | pont         | Estil: arquitectura popular Travessa: riu Corb   | 41° 33′ 48″ N, 1° 15′ 26″ E / 41.563339°N,1.257132°E ca:Balneari de Vallfogona | bé integrant del patrimoni cultural català | Pont del Balneari   | Modifica les dades a Wikidata |

## Misc
| imatge | Nom                                      | Ubicat a                                                                | instància de                                           | Detalls                                                              | coordenades                                                                                               | Protecció                                            | Commons (més fotos)                      | Dades a WD                    |
| ------ | ---------------------------------------- | ----------------------------------------------------------------------- | ------------------------------------------------------ | -------------------------------------------------------------------- | --- | ---------------------------------------------------- | ---------------------------------------- | ----------------------------- |
|        | Casa de la Vila de Vallfogona de Riucorb | Vallfogona de Riucorb                                                   | casa consistorial                                      | Estil: arquitectura eclèctica 1984                                   | 41° 33′ 46″ N, 1° 14′ 10″ E / 41.562781°N,1.236074°E ca:C. de la Font, 4 576 msnm                         | bé integrant del patrimoni cultural català           | Casa de la Vila de Vallfogona de Riucorb | Modifica les dades a Wikidata |
|        | Castell de Vallfogona                    | Vallfogona de Riucorb                                                   | castell                                                | 12nd century                                                         | 41° 33′ 48″ N, 1° 14′ 09″ E / 41.5632°N,1.23589°E ca:Plaça de l'Església 575 msnm                         | bé d'interès cultural bé cultural d'interès nacional | Castell de Vallfogona de Riucorb         | Modifica les dades a Wikidata |
|        | Granja del Simó                          | Vallfogona de Riucorb                                                   | granja                                                 |                                                                      | 41° 33′ 39″ N, 1° 13′ 24″ E / 41.5609703160044°N,1.22346821562535°E                                       |                                                      |                                          | Modifica les dades a Wikidata |
|        | Molí de la Cadena                        | Urgell Vallfogona de Riucorb Guimerà                                    | conjunt d'edificis                                     |                                                                      | 41° 33′ 39″ N, 1° 13′ 10″ E / 41.560709°N,1.219495°E                                                      |                                                      |                                          | Modifica les dades a Wikidata |
|        | Sant Pere                                | Vallfogona de Riucorb                                                   | vèrtex geodèsic                                        | Alt: 1.2m                                                            | 41° 33′ 09″ N, 1° 14′ 50″ E / 41.552509°N,1.24732°E 753.468 msnm                                          |                                                      |                                          | Modifica les dades a Wikidata |
|        | Vallfogona de Riucorb                    | Vallfogona de Riucorb                                                   | entitat singular de població capital municipal         | 98 hab                                                               | 41° 33′ 47″ N, 1° 14′ 11″ E / 41.56303736°N,1.2364086°E 575 msnm                                          |                                                      |                                          | Modifica les dades a Wikidata |
|        | balneari de Vallfogona de Riucorb        | Vallfogona de Riucorb                                                   | balneari localitat amb balneari                        | Estil: arquitectura eclèctica 19th century                           | 41° 33′ 50″ N, 1° 15′ 30″ E / 41.5638°N,1.25825°E ca:Ctra. Vallfogona-Montblanc 584 msnm                  | bé cultural d'interès local                          | Balneari de Vallfogona de Riucorb        | Modifica les dades a Wikidata |
|        | creu de terme de Vallfogona de Riucorb   | Vallfogona de Riucorb                                                   | creu de terme                                          | Estil: arquitectura gòtica arquitectura del Renaixement 11st century | 41° 33′ 47″ N, 1° 14′ 10″ E / 41.562923°N,1.236058°E ca:Pl. de l'Església 577 msnm                        | bé integrant del patrimoni cultural català           | Creu de terme de Vallfogona de Riucorb   | Modifica les dades a Wikidata |
|        | el Balneari de Vallfogona                | Vallfogona de Riucorb                                                   | nucli de població nucli d'entitat singular de població | 20 hab                                                               | 41° 33′ 51″ N, 1° 15′ 25″ E / 41.5641391573075°N,1.2569005520255°E 584 msnm                               |                                                      |                                          | Modifica les dades a Wikidata |
|        | font Vella                               | Vallfogona de Riucorb                                                   | font                                                   | Estil: arquitectura popular                                          | 41° 33′ 45″ N, 1° 14′ 14″ E / 41.562523°N,1.237257°E ca:C. de la Font 572 msnm                            | bé integrant del patrimoni cultural català           | Font Vella (Vallfogona de Riucorb)       | Modifica les dades a Wikidata |
|        | la Cadena                                | Vallfogona de Riucorb                                                   | indret                                                 |                                                                      | 41° 33′ 39″ N, 1° 13′ 10″ E / 41.560709°N,1.219495°E                                                      |                                                      |                                          | Modifica les dades a Wikidata |
|        | molí de vapor de la Cadena               | Vallfogona de Riucorb                                                   | xemeneia de fàbrica                                    | Estil: arquitectura popular                                          | 41° 33′ 38″ N, 1° 13′ 08″ E / 41.560626°N,1.21901°E ca:En un descampat a l'esquerra del riu Corb 567 msnm | bé integrant del patrimoni cultural català           | Molí de vapor de la Cadena               | Modifica les dades a Wikidata |
|        | riu Corb                                 | Noguera Segrià Conca de Barberà Pla d'Urgell Urgell província de Lleida | curs d'aigua                                           | Desemboca: Segre Llarg: 57km                                         | 41° 40′ 41″ N, 0° 42′ 45″ E / 41.678°N,0.71242°E 41° 32′ 33″ N, 1° 21′ 21″ E / 41.542506°N,1.355713°E     |                                                      | Corb River                               | Modifica les dades a Wikidata |